# آنت دان
آنت دان (انگلیسی: Anette Dawn؛ زادهٔ ۹ مهٔ ۱۹۷۸) با نام اصلی آنت بوچی، بازیگر، مدل و چهره‌پرداز اهل مجارستان است. وی یک دختر تلفنی و بازیگر پورنوگرافی بود. او از سال ۲۰۰۲ مشغول فعالیت ‌است.
از فیلم‌هایی که وی در آن‌ها نقش داشته‌است، می‌توان به ۸میلی‌متری ۲ اشاره نمود.